# Euophrys rufibarbis
Euophrys rufibarbis är en spindelart som först beskrevs av Simon 1868.  Euophrys rufibarbis ingår i släktet Euophrys och familjen hoppspindlar. Inga underarter finns listade i Catalogue of Life.